# Anna Chakvetadze
Anna Dzhambulilovna Chakvetadze (em russo, Анна Джамбулиловна Чакветадзе: Moscou, (5 de março de 1987) é uma tenista profissional russa, de origem georgiana, que chegou a ser Nº 5 do mundo pela WTA. Possui ascendência georgiana por parte de seu pai.
Depois de dez anos de carreira profissional, aposentou-se em 2013, mas retornou em agosto de 2023, quando disputou o ITF de Duffel, na Bélgica.

## Finais

### Circuito WTA

#### Simples: 9 (8 títulos, 1 vice)
| Legenda                             |
| ----------------------------------- |
| Grand Slam (0–0)                    |
| WTA Tour Championships (0–0)        |
| Premier Mandatory & Premier 5 (1–0) |
| Premier (2–1)                       |
| International (5–0)                 |

| Títulos por Piso |
| ---------------- |
| Duro (6–1)       |
| Grama (1–0)      |
| Saibro (0–0)     |
| Carpete (1–0)    |

| Resultado | N. | Data              | Torneio                                                          | Piso     | Oponente                | Placar             |
| --------- | -- | ----------------- | ---------------------------------------------------------------- | -------- | ----------------------- | ------------------ |
| Campeã    | 1. | 25 Setembro 2006  | Guangzhou International Women's Open, Guangzhou, China           | Duro     | Anabel Medina Garrigues | 6–3, 6–4           |
| Campeã    | 2. | 15 Outubro 2006   | Kremlin Cup, Moscou, Russia                                      | Carpete  | Nadia Petrova           | 6–4, 6–4           |
| Campeã    | 3. | 12 Janeiro 2007   | Moorilla Hobart International, Hobart, Australia                 | Duro     | Vasilisa Bardina        | 6–3, 7–6(7–3)      |
| Campeã    | 4. | 17 Junho 2007     | Ordina Open, 's-Hertogenbosch, Holanda                           | Grama    | Jelena Janković         | 7–6(7–2), 3–6, 6–3 |
| Campeã    | 5. | 22 Julho 2007     | Western & Southern Financial Group Women's Open, Cincinnati, EUA | Duro     | Akiko Morigami          | 6–1, 6–3           |
| Campeã    | 6. | 29 Julho 2007     | Bank of the West Classic, Stanford, EUA                          | Duro     | Sania Mirza             | 6–3, 6–2           |
| Campeã    | 7. | 10 Fevereiro 2008 | Open GDF Suez, Paris, França                                     | Duro (i) | Ágnes Szávay            | 6–3, 2–6, 6–2      |
| Vice      | 1. | 23 Agosto 2008    | Pilot Pen Tennis, New Haven, EUA                                 | Duro     | Caroline Wozniacki      | 6–3, 4–6, 1–6      |
| Campeã    | 8. | 25 Julho 2010     | Banka Koper Slovenia Open, Portorož, Eslovênia                   | Duro     | Johanna Larsson         | 6–1, 6–2           |

#### Duplas: 6 (6 vices)
| Legenda                             |
| ----------------------------------- |
| Grand Slam (0–0)                    |
| WTA Tour (0–0)                      |
| Premier Mandatory & Premier 5 (0–1) |
| Premier (0–2)                       |
| International (0–3)                 |

| Títulos por Piso |
| ---------------- |
| Duro (0–6)       |
| Grama (0–0)      |
| Saibro (0–0)     |
| Carpete (0–0)    |

| Resultado | N. | Data              | Torneio                                        | Piso | Parceira          | Oponente                             | Placar           |
| --------- | -- | ----------------- | ---------------------------------------------- | ---- | ----------------- | ------------------------------------ | ---------------- |
| Vice      | 1. | 24 Setembro 2006  | China Open, Beijing, China                     | Duro | Elena Vesnina     | Virginia Ruano Pascual Paola Suárez  | 2–6, 4–6         |
| Vice      | 2. | 29 Julho 2007     | Bank of the West Classic, Stanford, EUA        | Duro | Victoria Azarenka | Sania Mirza Shahar Pe'er             | 4–6, 6–7(5–7)    |
| Vice      | 3. | 5 Agosto 2007     | Acura Classic, San Diego, EUA                  | Duro | Victoria Azarenka | Cara Black Liezel Huber              | 5–7, 4–6         |
| Vice      | 4. | 14 Fevereiro 2010 | PTT Pattaya Open, Pattaya City, Tailândia      | Duro | Ksenia Pervak     | Marina Erakovic Tamarine Tanasugarn  | 5–7, 1–6         |
| Vice      | 5. | 24 Julho 2010     | Banka Koper Slovenia Open, Portorož, Eslovênia | Duro | Marina Erakovic   | Maria Kondratieva Vladimíra Uhlířová | 4–6, 6–2, [7–10] |
| Vice      | 6. | 15 Setembro 2012  | Tashkent Open, Tashkent, Uzbequistão           | Duro | Vesna Dolonc      | Paula Kania Polina Pekhova           | 2–6, ret.        |